# IC 4755
IC 4755 — галактика типу Sab (компактна витягнута галактика) у сузір'ї Павич.
Цей об'єкт міститься в оригінальній редакції індексного каталогу.